# 弗鲁瓦蒙-科阿蒂耶
弗鲁瓦蒙-科阿蒂耶（法語：Froidmont-Cohartille）是法国皮卡第大区埃纳省的一个市镇，属于拉昂区马尔勒县。该市镇2009年时的人口为261人。

## 人口
弗鲁瓦蒙-科阿蒂耶人口变化图示
| 数据来源：INSEE |